# Cercle de pierres couchées

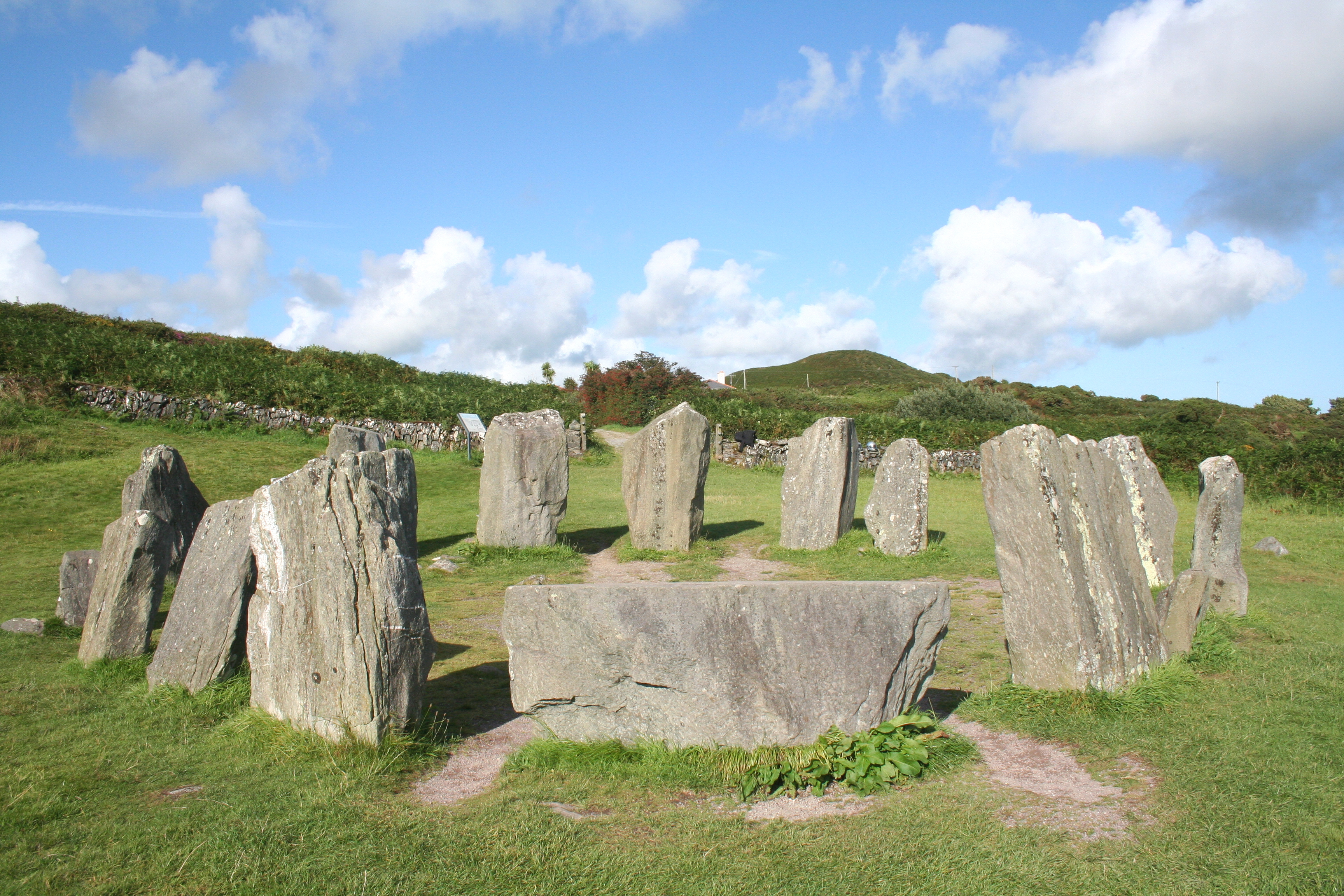
Cercle de pierres couchées de Drombeg

Un cercle de pierres couchées est un type de cercle de pierres qui intègre un grand monolithe, appelé gisant, couché sur le côté. On les trouve dans seulement deux régions : dans l'Aberdeenshire au nord-est de l'Écosse et à l'extrême sud-ouest de l'Irlande dans les comtés comté de Cork et de Kerry . En Irlande, les cercles sont désormais plus communément appelés Cork-Kerry ou cercles de pierre axiaux. Certains archéologues comme Aubrey Burl pensent qu'ils sont associés à des rituels dans lesquels le clair de lune, des alignements des pierres avec la lune jouaient un rôle central. Cependant des fouilles au cercle de pierre de Tomnaverie semblent contredire cette hypothèse.
Plus de 70 cercles de pierres couchées ont été identifiés dans l'Aberdeenshire. On pense qu'ils sont liés au cairn de Clava dans l'Inverness-shire construit un peu plus tôt (environ 3000 av. J.-C.). Ces cercles entourent généralement un cairn annulaire et les pierres sont classées en taille de manière que la plus petite fasse face au gisant.

## Typologie

### Cercles de pierres écossais
Plus de 70 cercles de gisants ont été définitivement identifiés dans l'Aberdeenshire dans le livre de 2011 Great Crowns of Stone: The Recumbent Stone Circles of Scotland, publié par la Commission royale sur les monuments anciens et historiques d'Écosse. Aubrey Burl et Clive Ruggles avaient précédemment suggéré qu'il y avait jusqu'à 99 cercles de pierres couchées dans une région de l'Aberdeenshire s'étendant sur environ 80 km du nord au sud par 50 km d’est en ouest. Ils sont regroupés dans des zones caractérisées par des collines basses, loin des montagnes et à côté de parcelles de sol fertile et bien drainé, ce qui indiquerait qu'ils ont été construits par des agriculteurs locaux. Ils étaient normalement construits sur des flancs de collines en pente, alignés vers la lune. Quelques sites ont été délibérément rasés avant la construction du cercle ; l'un, à Berrybrae, a été construit sur une plate-forme artificielle en argile. Cependant, des fouilles récentes sur le cercle de pierres de Tomnaverie ont suggéré qu'aucun alignement précis du cercle n'a jamais été intentionnel.
Les diamètres des cercles écossais vont de 18,2 m à 24,4 m. Ils sont caractérisés par la présence d'un gisant massif, pesant en moyenne 24 tonnes, situé entre les deux pierres les plus hautes du cercle, appelées flancs. Les gisants ont été soigneusement positionnés par les constructeurs du cercle et apparaissent généralement du côté sud-ouest du cercle, avec leurs bases soutenues (dans certains cas sur des monticules) de manière que leurs sommets soient de niveau. Les autres pierres du cercle s'amenuisent peu à peu pour que les plus petites se trouvent en face du gisant. Le gisant et ses flancs étaient évidemment considérés comme les éléments les plus importants du cercle ; dans un certain nombre de cas, les pierres restantes ont été ajoutées plus tard et, dans certains cas, elles n'ont apparemment jamais été ajoutées.

### Cercles de pierres irlandais

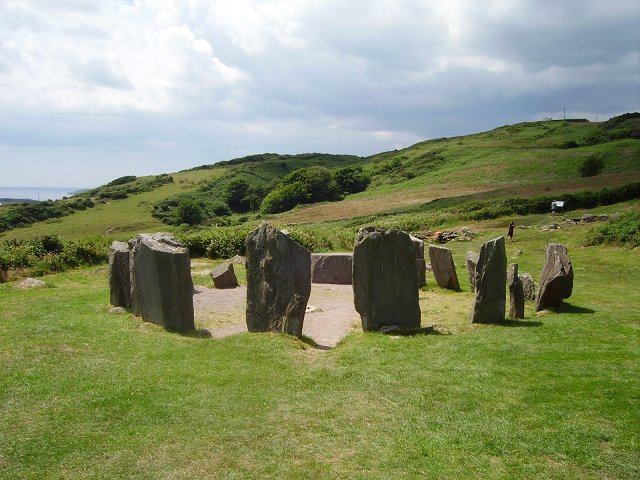
Cercle de pierres de Drombeg en Irlande, montrant la pierre couchée entre les grandes pierres du portail en face.

Les cercles de pierres couchées irlandais prennent une forme assez différente, le gisant étant petit et placé dans une position isolée du côté sud-ouest tandis que les deux pierres les plus hautes, connues sous le nom de portails, se trouvent en face du côté nord-est. Il est très probable que les cercles de pierres couchées du nord-est de l'Écosse et du sud-ouest de l'Irlande soient liés, compte tenu de leur similitude, mais la distance géographique qui les sépare – plusieurs centaines de kilomètres de montagnes, de tourbières et de mer – suscite un débat. Il est possible qu’au lieu d’une communication directe entre les deux lieux, les idées sous-jacentes aux cercles de pierres couchées aient été transmises par une seule personne ou un groupe de personnes influentes qui – pour une raison quelconque – ont quitté un endroit et peut-être se sont installées dans l’autre. En raison des différences de conception, ils sont maintenant plus communément appelés Cork-Kerry ou cercles de pierre axiaux.

## Utilité des cercles
Certains archéologues, comme Aubrey Burl, pensent que les cercles de pierres gisantes ont été conçus à des fins astronomiques. La lune apparaîtrait au-dessus du gisant, encadrée entre les flancs. Les cercles de pierres couchées d'Écosse ont un diamètre moyen d'environ 20 m, donc une pierre couchée qui mesurait 3,7 m de longueur aurait donné à un observateur un arc de vision d'environ 10 degrés. Cela aurait donné aux fidèles environ une heure pendant laquelle la lune passerait sur la pierre.
Environ tous les dix-huit ans et demi, la lune se rapprochait de plus en plus et semblerait « encadrée » entre les deux pierres flanquantes au-dessus du gisant ; ce serait probablement une heure spécifique pour les cérémonies. La nature des cérémonies est inconnue, mais Burl suggère que « les rites pratiqués dans les anneaux étaient étroitement liés à l'épanouissement et à la mort des plantes, des cultures, des animaux et des êtres humains dans le monde éphémère d'il y a quatre mille ans ».
L'intérieur de certains cercles de gisants fouillés contient des fosses remplies de charbon de bois, des tessons de poterie et des restes incinérés d'ossements humains (parfois ceux de jeunes enfants). Il ne s’agissait cependant pas de monuments funéraires au sens ordinaire du terme ; les restes semblent avoir été simplement des « symboles » représentant quelques individus et une petite partie des corps. Il est possible qu’ils aient été utilisés pour conférer un caractère sacré aux sites. Les constructeurs ont également dispersé du quartz concassé autour des gisants, qui aurait réfracté et réfléchi les faisceaux de clair de lune, servant à attirer l’influence de la lune à l’endroit souhaité et à imprégner la cérémonie de son éclat.

## Développements et analyses

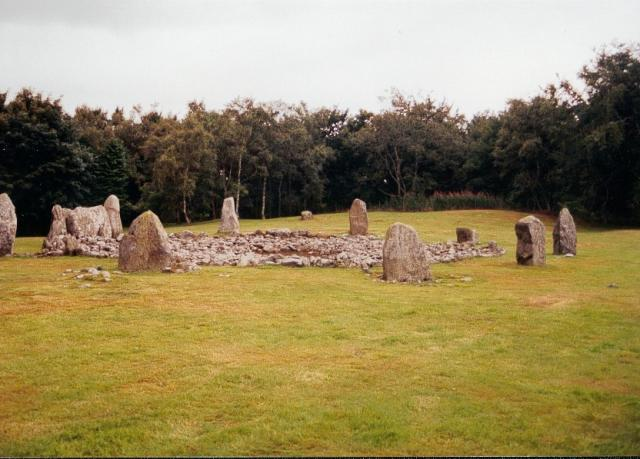
Cercle de pierres couchée de Lionhead of Daviot, Aberdeenshire, Ecosse

Les cercles de pierres couchées d'Écosse ont été liés à un type de monument antérieur érigé vers 3000 av. J.-C., les cairns de Clava près d'Inverness . L'exemple type du monument est constitué par les trois cairns circulaires de Balnuaran de Clava, qui sont entourés d'un anneau de menhirs s'élevant du nord-est au sud-ouest. Les cairns ont des chambres funéraires à l'intérieur, chacune accessible par un passage qui mène du côté sud-ouest. Une analyse publiée par Burl en 1981 a révélé que les passages de la tombe se trouvaient tous dans l'arc de la lune au cours de son cycle de dix-huit ans et demi. Cependant, ils n’auraient pas pu être utilisés pour des observations car leurs lignes de visibilité étaient trop restreintes.
Les cairns sont tombés en désuétude après environ 2 500 av. J.-C., mais la tradition astronomique lunaire semble avoir été transférée à l'est vers les agriculteurs néolithiques du centre de l'Aberdeenshire. La gradation en hauteur des anneaux de pierre de Clava est reproduite dans les cercles de pierres couchées qui sont apparus dans tout l'Aberdeenshire à la fin du Néolithique et au début de l'âge du bronze, entre 2 700 et 2 000 av. J.-C.,. Leur alignement avec la lune australe est plus précis que celui des cairns de Clava ; alors que les cairns englobent tout l'arc de la lune, l'orientation de la plupart des gisants se concentre sur un arc beaucoup plus court. Le degré de précision est cependant limité et les cercles n'étaient clairement pas des observatoires ni destinés à une connaissance précise des mouvements de la lune.
La plupart des cercles de pierres couchées semblent avoir encerclé un cairn et il s'agissait généralement d'un cairn annulaire, distinct du cairn de Clava. Dans certains cas, notamment au cercle de pierres de Tomnaverie, le cairn a été construit avant le cercle selon une conception d'ensemble. Cette découverte met en doute toute intention de produire un alignement précis du cercle. La plupart du temps, toute trace superficielle des cairns a disparu au fil des millénaires,.
Les cercles sont de dimensions assez modestes et Burl a émis l'hypothèse qu'ils auraient pu être construits par une seule famille. Le transport des énormes pierres couchés était une autre affaire ; la pierre coucheé de cinquante tonnes à Old Keig a été transporté à six miles de distance et a peut-être nécessité plus de 200 personnes pour le traîner jusqu'à son emplacement final. Le cercle de pierres de Strichen a fourni une occasion unique de tester comment les pierres cuchées auraient pu être transportés. Il a été incorrectement restauré au XIXe siècle par Lord Lovat, et entre 1979 et 1983, il a été entièrement fouillé et correctement restauré par une équipe dirigée par Burl, Ian Hampsher-Monk et Philip Abramson. La restauration a nécessité le déplacement de certaines pierres, et il s'est avéré que le moyen non mécanique le plus efficace pour y parvenir était de traîner les pierres le long d'un chemin glissant de paille humide en utilisant des bûches comme une sorte de traîneau.
Contrairement aux monuments plus grandioses du Néolithique et de l'Âge du bronze trouvés ailleurs en Écosse, les cercles de pierres couchées de l'Aberdeenshire ne semblent pas avoir été destinés à surpasser d'autres aménagements plus modestes. Même si l’on considère leur regroupement géographique, ils sont également bien dispersés. Clive Ruggles et Aubrey Burl suggèrent que cela indique qu'ils ont été construits pour servir de centres rituels locaux pour des groupes d'agriculteurs habitant chacun des territoires d'environ 26 km2, vivant sans réel dirigeants et ne comptant peut-être qu'une vingtaine ou une trentaine de personnes.

## Héritage
Les bâtisseurs du cercle n'ont laissé aucune trace, mais leurs œuvres ont été remarquées et, dans une certaine mesure, mythifiées au cours de l'histoire par les habitants ultérieurs de la région. L'historien aberdonien du XVIe siècle , Hector Boece, a écrit :

« au temps du roi Mainus... d'énormes pierres étaient assemblées en anneau et la plus grosse d'entre elles était étendue du côté sud pour servir d'autel... La preuve en est qu'aujourd'hui encore se dressent ces puissantes pierres rassemblées en cercles, « les vieux temples des dieux », qu'on appelle communément – et quiconque les verra s'émerveillera assurément de savoir par quel savoir-faire mécanique ou par quelle force physique des pierres d'une telle masse. ont été rassemblés en un seul endroit. »